# L'Ultime Complot
Pour plus de détails, voir Fiche technique et Distribution.
L'Ultime Complot (Edge of Power) est un film australien réalisé par Henri Safran en 1989

## Synopsis
Steve Traynor, journaliste financier, accepte de faire un article de pure imagination sur un homme politique qu'on lui présente comme nazi, comme un défi entre camarades pour s'amuser. En fait cet article provoque des conséquences disproportionnées, entre autres la mort d'un supposé activiste nazi. Traynor poursuit alors sa propre enquête auprès de l'épouse du défunt, et d'Emile Ludke, le chef d'entreprise qui semble patronner l'homme politique en question... Est-ce un complot, et à quel niveau ?

## Fiche technique
- Scénario : Richard Cassidy
- Production : Grahame Jennings, Peter Ramster, Robert Sanders, Jan Tyrrell, James Michael Vernon pour Cine-Funds Limited & Somerset Film Productions
- Musique : Garry McDonald & Laurie Stone
- Photographie : Peter Levy
- Durée : USA : 94 min
- Pays : Australie
- Langue : Anglais
- Couleur

## Distribution
- Ivor Kants : Peter Mueller
- Sheree Da Costa : Cassandra Mueller
- Henri Szeps : Steve Traynor
- Anna Maria Monticelli : Gail Traynor
- Warwick Moss : Russell Lane
- Ric Hutton : George Vendt
- Vic Rooney : Emile Ludke
- John Orcsik : Alex Cahill
- Peter Corbett : Derek Mortimer
- John Stone : Ivar Staines
- Katherine Thomson : Judy Staines
- Stephen Leeder : Dietrich Steiner
- Kjell Nilsson : Jorma
- Don Vaughn : Rizzo
- Noel Rush : Noel Reardon

## Commentaire
Une intrigue complexe, et l'effet de suspense est bien mené, jusqu'à l'avant-dernière scène.